# Critérium International 2004
Il Critérium International 2004, settantatreesima edizione della corsa, si svolse dal 27 al 28 marzo su un percorso di 297 km ripartiti in 3 tappe, con partenza a Rethel e arrivo a Charleville-Mézières. Fu vinto dal tedesco Jens Voigt della Team CSC davanti allo spagnolo José Iván Gutiérrez e allo statunitense Lance Armstrong.
Il 22 ottobre 2012 l'UCI riconosce la sanzione imposta dall'USADA a Lance Armstrong, accusato di aver utilizzato sostanze dopanti durante la sua permanenza alla US Postal Service, e conferma di fatto la cancellazione dei suoi piazzamenti e delle vittorie dall'agosto del 1998 fino al termine della carriera.  Il 26 ottobre la stessa UCI ufficializza la decisione di non attribuire ad altri corridori le vittorie ottenute dallo statunitense e nemmeno di modificare i piazzamenti degli altri corridori.

## Tappe
| Tappa  | Data     | Percorso                                                        | km    | Vincitore di tappa | Leader cl. generale |
| ------ | -------- | --------------------------------------------------------------- | ----- | ------------------ | ------------------- |
| 1ª     | 27 marzo | Rethel > Charleville-Mézières                                   | 190,5 | Jean-Patrick Nazon | Jean-Patrick Nazon  |
| 2ª     | 28 marzo | Les Vieilles Forges > Monthermé                                 | 98,5  | Jens Voigt         | Jens Voigt          |
| 3ª     | 28 marzo | Charleville-Mézières > Charleville-Mézières (cron. individuale) | 8,3   | Jens Voigt         | Jens Voigt          |
| Totale | Totale   | Totale                                                          | 297   |                    |                     |

## Dettagli delle tappe

### 1ª tappa
- 27 marzo: Rethel > Charleville-Mézières – 190,5 km

| Pos. | Corridore          | Squadra      | Tempo    |
| ---- | ------------------ | ------------ | -------- |
| 1    | Jean-Patrick Nazon | AG2R         | 4h58'15" |
| 2    | Markus Zberg       | Gerolsteiner | s.t.     |
| 3    | Peter Wrolich      | Gerolsteiner | s.t.     |

| Pos. | Corridore          | Squadra      | Tempo    |
| ---- | ------------------ | ------------ | -------- |
| 1    | Jean-Patrick Nazon | AG2R         | 4h58'05" |
| 2    | Markus Zberg       | Gerolsteiner | a 4"     |
| 3    | Peter Wrolich      | Gerolsteiner | a 6"     |

### 2ª tappa
- 28 marzo: Les Vieilles Forges > Monthermé – 98,5 km

| Pos. | Corridore       | Squadra | Tempo    |
| ---- | --------------- | ------- | -------- |
| 1    | Jens Voigt      | CSC     | 2h32'19" |
| 2    | Fränk Schleck   | CSC     | s.t.     |
| 3    | David Moncoutié | Cofidis | s.t.     |

| Pos. | Corridore       | Squadra | Tempo    |
| ---- | --------------- | ------- | -------- |
| 1    | Jens Voigt      | CSC     | 7h30'31" |
| 2    | David Moncoutié | Cofidis | a 3"     |
| 3    | Fränk Schleck   | CSC     | s.t.     |

### 3ª tappa
- 28 marzo: Charleville-Mézières > Charleville-Mézières (cron. individuale) – 8,3 km

| Pos. | Corridore           | Squadra       | Tempo  |
| ---- | ------------------- | ------------- | ------ |
| 1    | Jens Voigt          | CSC           | 10'12" |
| 2    | José Iván Gutiérrez | Illes Balears | s.t.   |
| 3    | David Millar        | Cofidis       | a 1"   |

| Pos. | Corridore           | Squadra       | Tempo    |
| ---- | ------------------- | ------------- | -------- |
| 1    | Jens Voigt          | CSC           | 7h40'43" |
| 2    | José Iván Gutiérrez | Illes Balears | a 12"    |
| 3    | Lance Armstrong     | US Postal     | a 14"    |

## Classifiche finali

### Classifica generale
| Pos. | Corridore           | Squadra       | Tempo    |
| ---- | ------------------- | ------------- | -------- |
| 1    | Jens Voigt          | Team CSC      | 7h40'43" |
| 2    | José Iván Gutiérrez | Illes Balears | a 12"    |
| 3    | Lance Armstrong     | US Postal     | a 14"    |
| 4    | Bobby Julich        | Team CSC      | a 16"    |
| 5    | Thor Hushovd        | Crédit Agric. | a 17"    |
| 6    | Ronny Scholz        | Gerolsteiner  | a 19"    |
| 7    | Markus Zberg        | Gerolsteiner  | a 21"    |
| 8    | Floyd Landis        | US Postal     | a 22"    |
| 9    | Aleksandr Vinokurov | T-Mobile      | s.t.     |
| 10   | Sylvain Chavanel    | Brioches L.   | a 23"    |